# CAPSTONE
CAPSTONE (z ang. Cislunar Autonomous Positioning System Technology Operations and Navigation Experiment) – amerykańska sonda kosmiczna. Sztuczny satelita Księżyca, za budowę którego na zlecenie NASA odpowiadało kilka amerykańskich przedsiębiorstw. Start misji CAPSTONE  był zaplanowany na początek 2021 roku, lecz ostatecznie odbył się 28 czerwca 2022.

## Budowa
CAPSTONE to prostopadłościenny satelita typu CubeSat o wymiarach 20 x 20 x 30 cm (12U) i masie 25 kg. Zasilanie podzespołów zapewnić mają dwa panele solarne, komunikacja będzie przeprowadzana z użyciem rozkładanej anteny talerzowej. Za napęd oraz pozycjonowanie odpowiadać będzie osiem silników napędzanych hydrazyną, każdy wygeneruje 0,25 N ciągu. Cztery z nich będą odpowiadać za rozpędzanie i wyhamowywanie satelity podczas gdy pozostałe umożliwią obrót i pozycjonowanie w przestrzeni. Aluminiowy zbiornik paliwa pomieści 3,2 kg hydrazyny.
Głównym administratorem misji pozostaje NASA. Za skonstruowanie satelity w ramach kontraktu Small Business Innovation Research (SBIR), opiewającego na 13,7 miliona dolarów odpowiedzialne będą następujące przedsiębiorstwa:
- Advanced Space z siedzibą w Boulder (Kolorado) - podzespoły składowe a także późniejsze operowanie satelitą.
- Tyvak Nano-Satellite Systems z Irvine (Kalifornia) - projekt i budowa platformy satelity.
- Stellar Exploration, Inc z San Luis Obispo (Kalifornia) - projekt i budowa systemu napędowego.

## Przebieg misji
Misja satelity CAPSTONE ma na celu przede wszystkim weryfikacje parametrów wejścia i użytkowania księżycowej orbity NRHO (z ang. Near-rectilinear halo orbit) przebiegającej w pobliżu punktu libracyjnego L2. Umożliwi to wyniesienie na tę właśnie orbitę i późniejsze bezpieczne eksploatowanie jej przez załogową stację kosmiczną Gateway, której budowa rozpocznie się w 2022 w ramach programu Artemis.
CAPSTONE ma zostać wystrzelony w przestrzeń kosmiczną z początkiem 2021 roku na pokładzie rakiety Electron ze stanowiska LC-2 kosmodromu Mid-Atlantic Regional Spaceport (MARS) zlokalizowanego na wyspie Wallops Island w Wirginii. Koszt startu i wyniesienia satelity na orbitę NRHO to 9,95 miliona dolarów. Dwa stopnie rakiety nośnej mają wynieść CAPSTONE na 250 kilometrową, kołową orbitę Ziemi. Następnie trzeci stopień (Photon) wykona serie manewrów podnoszących orbitę i ustawi satelitę na trajektorii zmierzającej ku Księżycowi. Lot na Księżyc i wejście na docelową orbitę pochłonie kolejne trzy miesiące trwania misji. CAPSTONE będzie okrążał naturalnego satelitę Ziemi znajdując się w perycyntion około 1600 kilometrów nad jednym z jego biegunów. Po upłynięciu 7 dni znajdzie się w apocyntion 70 tys. km nad drugim biegunem.
Przez następne sześć miesięcy trwać będzie główny etap misji, w trakcie którego NASA sprawdzi nową metodę ustalania pozycji w przestrzeni polegającej na dwukierunkowej komunikacji z już znajdującą się na orbicie Księżyca sondą Lunar Reconnaissance Orbiter (LRO). Dotychczasowe sposoby pozycjonowania sond polegające na bezpośredniej komunikacji ze stacjami znajdującymi się na Ziemi są nieskuteczne w przypadku gdy obiekt, którego pozycje chce się określić znika za tarczą Księżyca. Powoduje to czasowe zaniki komunikacji co może stanowić niebezpieczeństwo dla załogowych misji planowanych na pokładzie stacji Gateway.